# Гуњано (Лоди)
Гуњано је насеље у Италији у округу Лоди, региону Ломбардија.
Према процени из 2011. у насељу је живело 321 становника. Насеље се налази на надморској висини од 86 м.